# گئورگ دودوخیان
گئورگ آستواتساتوری دودوخیان (ارمنی: Գևորգ Աստվածատուրի Դոդոխյան؛ انگلیسی: Georg DodoKean زادهٔ ۱۷ فوریهٔ ۱۸۳۰ - درگذشته ۸ ژوئیهٔ ۱۹۰۸)، اهل ارمنستان بود.

## زندگی‌نامه
وی در ۱۷ فوریهٔ ۱۸۳۰ به دنیا آمد و در رشته نقاشی در سنت پترزبورگ و در رشته حقوق و اقتصاد در دانشگاه دورپات تحصیل نمود. در سنت پترزبورگ، مدارس ارمنی قفقاز شمالی و کریمه تدریس نمود. وی در ۸ ژوئیهٔ ۱۹۰۸ در سن ۷۸ سالگی در سیمفروپول درگذشت.

سیمفروپول،